# Koleang
Koleang is een bestuurslaag in het regentschap Bogor van de provincie West-Java, Indonesië. Koleang telt 5340 inwoners (volkstelling 2010).